# Комбинаторная литература
Комбинато́рная литерату́ра, литература формальных ограничений — литературные произведения, созданные на основе формального комбинирования тех или иных элементов текста (букв, слов, фраз, строк, абзацев): их перестановок, сочетаний, повторений, выделения или намеренного отсутствия. Таким образом, комбинаторная литература строится в соответствии с некоторыми формальными правилами, или ограничениями.
К числу приёмов, используемых в комбинаторной литературе, относятся анаграмма, акростих, тавтограмма, липограмма — намеренное отсутствие той или иной буквы на протяжении текста; фигурное стихотворение — стихотворение, в котором количество букв в строке играет определяющую роль; внутренняя или цепная рифма и т. д.